# Kirk Baltz
Kirk Baltz (* 14. September 1959 in New York City, New York) ist ein US-amerikanischer Schauspieler.

## Leben
Er hat seit Ende der 1980er Jahre in zahlreichen Kino- und Fernsehproduktionen mitgewirkt. Oftmals trat er darin als Nebendarsteller in Erscheinung. Seine bekannteste Rolle spielte er in Reservoir Dogs – Wilde Hunde von Quentin Tarantino. Darin mimt er den Polizeibeamten Marvin Nash, dem während einer Folterszene vom Gangster Mr. Blonde mit einem Rasiermesser sein rechtes Ohr abgeschnitten wird.
Er betreibt mittlerweile nebenbei auch eine eigene Schauspielschule in Los Angeles, mit seinem Team reist er auch nach Europa, unter anderem war er in den deutschen Städten Köln, Darmstadt und in München, um dort den angehenden Schauspielern Unterricht zu geben.

## Filmografie (Auswahl)
- 1988: Geschichten aus Amerika (Histoires d’Amérique)
- 1989: On the Make
- 1990: Der mit dem Wolf tanzt (Dances with Wolves)
- 1991: Entstellt – Die Geschichte der Marla Hanson (The Marla Hanson Story, Fernsehfilm)
- 1991: Zum Schweigen verdammt (Out of the Rain)
- 1992: Reservoir Dogs – Wilde Hunde (Reservoir Dogs)
- 1992: Die Maske (Human Target, Fernsehserie, 8 Episoden)
- 1993: Skin Art
- 1994: Natural Born Killers
- 1994: Probable Cause (Fernsehfilm)
- 1994: Nashville (Fernsehfilm)
- 1994, 2000: New York Cops – NYPD Blue (NYPD Blue, Fernsehserie, 3 Episoden)
- 1995: Verkauft und gedemütigt (Fighting for My Daughter, Fernsehfilm)
- 1995: Kingfish (Kingfish: A Story of Huey P. Long, Fernsehfilm)
- 1996: Die Rache des Killers (Bloodhounds)
- 1997: Im Körper des Feindes (Face/Off)
- 1997: The Hunt (Cold Around the Heart)
- 1998: Bulworth
- 1998: Blade Squad (Fernsehfilm)
- 1998: Seven Days – Das Tor zur Zeit (Seven Days, Fernsehserie, 1 Episode)
- 1999: Tage voller Blut – Die Bestie von Dallas (To Serve and Protect, Fernsehfilm)
- 2001: Warden of Red Rock – Lebenslänglich hinter Gittern (Warden of Red Rock, Fernsehfilm)
- 2001: Rave Macbeth – Nacht der Entscheidung (Rave Macbeth)
- 2002: Will & Grace (Fernsehserie)
- 2002: The Shield – Gesetz der Gewalt (The Shield, Fernsehserie, 1 Episode)
- 2002: 24 (Fernsehserie, 2 Episoden)
- 2003: The Guardian – Retter mit Herz (The Guardian, Fernsehserie, 1 Episode)
- 2003: Birds of Prey (Fernsehserie, 1 Episode)
- 2003: A Little Crazy
- 2004: Without a Trace – Spurlos verschwunden (Without a Trace, Fernsehserie, 1 Episode)
- 2007: Forfeit
- 2008: Tattered Angel
- 2011: The Lie
- 2011: Assassins’ Code
- 2013: Parker
- 2013: Goodbye World
- 2015: Wicked City (Fernsehserie, 6 Episoden)
- 2016: Interior Night
- 2017: The Cutlass
- 2017: Kings